# Ukrainisches Wissenschaftliches Institut in Berlin

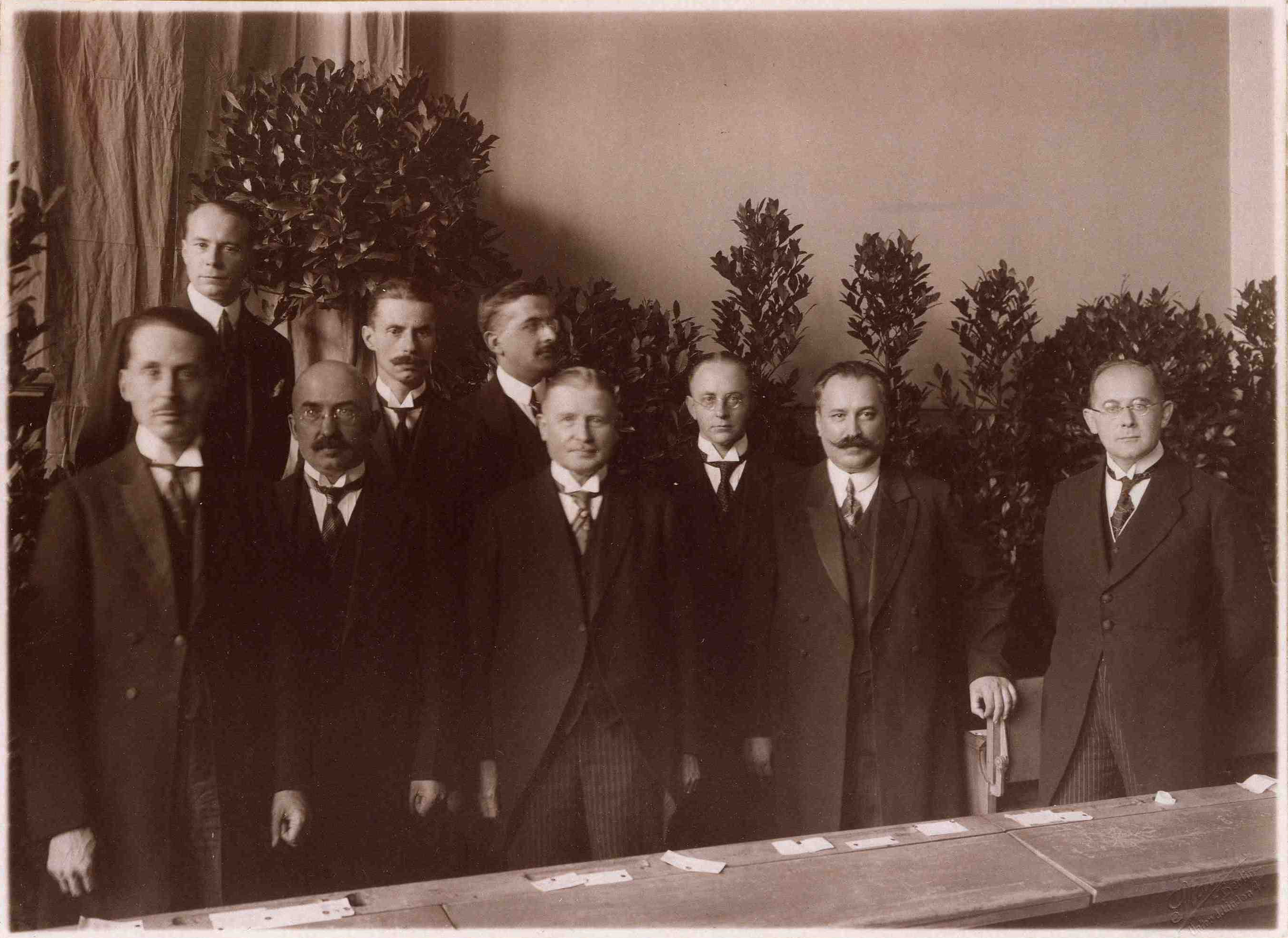
Gründungsmitglieder und Professoren des Ukrainischen Wissenschaftlichen Instituts in Berlin. 1. Reihe (von links nach rechts): V. Korostovets, O. Skoropys-Yoltukhovsky, Gen. Groener, Vasmerg, D. Doroschenko, Keller; 2. Reihe: V. Zalozetskyi-Sas, V. Lypinsky, I. Mirtschuk, 1927

Das Ukrainische Wissenschaftliche Institut in Berlin (UWI; ukrainisch Український науковий інститут у Берліні) wurde am 10. November 1926 in Berlin auf Initiative von Hetman Pawlo Skoropadskyj (1873–1945) unter Leitung des Historikers und ehemaligen Außenministers der Hetman-Ukraine, Dmytro Doroschenko  (1882–1951), mit Unterstützung des deutschen Militärs und Politikers Wilhelm Groener (1867–1939) gegründet. Nach der Besetzung Berlins durch die Rote Armee im Jahr 1945 hörte das Institut auf zu existieren und seine Bibliothek ging zugrunde.

## Geschichte
Das Institut hatte den Zweck, „die ukrainische Intelligenz mit dem deutschen Geistesleben bekannt zu machen und zu verhindern, dass sie panslawistisch (Prag) oder deutschfeindlich (Krakau) unterrichtet würde“. Zu seinen weiteren Aufgaben zählten ferner die Förderung der Ukraine-Forschungen auf den Gebieten der Geschichte, der Politik, der Kunst und der Kultur. Ivan Mirtschuk übernahm die Leitung 1931. Deutsche Dienststellen, von deren finanzieller Förderung der ukrainische Trägerverein abhing, förderten das existentielle Gegeneinander der beteiligten ukrainischen Exilgruppen, und setzten einer wissenschaftlichen Ausrichtung des UWI schon 1932 ein Ende. Trotz der Machtergreifung der Nationalsozialisten fand wegen divergierender Interessen der Ministerien und Parteiströmungen keine Gleichschaltung statt. Das UWI war im Kampf der ukrainischen Parteiungen auf finanzielle und programmatische Förderung angewiesen und zeigte sich bereit, opportunistisch mit dem NS-Regime zu kollaborieren.
1939 wurde Georg Gerullis zum Kurator bestellt. Er kontrollierte dessen Arbeit politisch und koordinierte die Auftragsarbeiten. Zu den Dienstleistungen gehörten im Wesentlichen kriegsbedingte Veröffentlichungen. Dazu gehörte auch das Deutsche und Ukrainische Militärwörterbuch, Militärgeographische Angaben über das europäische Rußland. Ukraine. Ortschaftsverzeichnis. und eine ethnographische Karte.
Das Institut veröffentlichte unter anderem die Reihen Abhandlungen des Ukrainischen Wissenschaftlichen Institutes in Berlin und Mitteilungen des Ukrainischen Wissenschaftlichen Institutes in Berlin.

## Publikationen (Auswahl)
- Abhandlungen
- Mitteilungen
- Ukrainisch-deutsches Wörterbuch. Im Auftrag des Ukrainischen Wissenschaftlichen Instituts in Berlin bearb. von Zeno Kuzela u. Jaroslau Rudnyćkyj.[7] Unter Mitw. von Karl H. Meyer. 1943
- Lehrbuch der ukrainischen Sprache. Im Auftrage des Ukrainischen Wissenschaftlichen Instituts in Berlin.  Rudnyćkyj, Jaroslau. Leipzig: Harrassowitz (3. verb Aufl), 1943
- Handbuch der Ukraine. Im Auftrag des Ukrainischen Wissenschaftlichen Instituts in Berlin. J. Mirtschuk (Hrsg.) Leipzig, Harrassowitz, 1941
- Geschichte der Ukraine von den Anfängen bis zum Jahre 1920. Krupnyckyj, Borys[8]. Im Auftrag des Ukrainischen Wissenschaftlichen Instituts in Berlin verfaßt. Mit 4 Karten im Text. 2., durchgesehene Auflage. Otto Harrassowitz, Leipzig, 1943